# لولوبة مبكرة
لولوبة مبكرة (الاسم العلمي:Spiranthes praecox) هي نوع من النباتات يتبع جنس اللولوبة من الفصيلة السحلبية.